# Carolyn Waldo
Carolyn Waldo (* 11. Dezember 1964 in Montréal) ist eine ehemalige kanadische Synchronschwimmerin. Sie gewann drei olympische Medaillen.
Waldo begann mit 11 Jahren mit dem Synchronschwimmen und wurde 1980 in die kanadische Nationalmannschaft aufgenommen. 1982 gewann sie mit der kanadischen Mannschaft ihren ersten Weltmeistertitel, im Jahr darauf siegte das Team bei den Panamerikanischen Spielen. Bei den Olympischen Spielen 1984 in Los Angeles stand das Synchronschwimmen erstmals auf dem olympischen Programm, allerdings nur die Einzelwertung und das Duett. Carolyn Waldo trat in der Einzelwertung an und gewann Silber hinter der US-Amerikanerin Tracie Ruiz.
Ab 1985 trat Carolyn Waldo im Duett mit Michelle Cameron an, beim Fina-Cup 1985 gewann Waldo den Solowettbewerb, das Duett mit Cameron und die Mannschaftswertung mit der kanadischen Mannschaft. Diesen Dreifacherfolg konnte Waldo im Jahr darauf bei der Weltmeisterschaft in Madrid wiederholen. Bei den Commonwealth Games 1986 siegte sie im Duett mit Cameron, im Einzel startete die junge Sylvie Fréchette für Kanada und siegte auch. Aber einstweilen blieb Carolyn Waldo die stärkste Kanadierin, die auch 1987 bei den Panpazifischen Spielen und beim Weltcup erfolgreich war. Den größten Erfolg ihrer Karriere erarbeitete sich Waldo bei den Olympischen Spielen 1988 in Seoul, nachdem sie bereits die kanadische Flagge bei der Eröffnungsfeier getragen hatte. Am 30. September siegte sie in der Einzelwertung deutlich vor der Titelverteidigerin Tracie Ruiz, am 1. Oktober gewann sie zusammen mit Michelle Cameron im Duett knapp vor den US-amerikanischen Josephson-Schwestern. Waldo war damit die erste Kanadierin überhaupt, die zwei olympische Goldmedaillen gewann.
Waldo war schon vor den Olympischen Spielen in Kanada recht populär, der zweifache Olympiasieg nur wenige Tage, nachdem der kanadische Sprinter Ben Johnson wegen Dopings seine Goldmedaille zurückgeben musste, machte sie zu einer Art Nationalheldin. Carolyn Waldo erhielt 1988 die Lou Marsh Trophy als kanadische Sportpersönlichkeit des Jahres. Sie trat 1988 vom aktiven Sport zurück, ist aber seither als Sportmoderatorin im kanadischen Fernsehen präsent. Waldo ist Officer im Order of Canada und seit 1994 Mitglied der Hall of Fame des Schwimmsports (ISHOF).